# Voiture Grand Confort
A Voiture Grand Confort egy francia vasúti személykocsi típus volt. A kocsik alkalmasak voltak a 200 km/h sebességre is.

## Képek

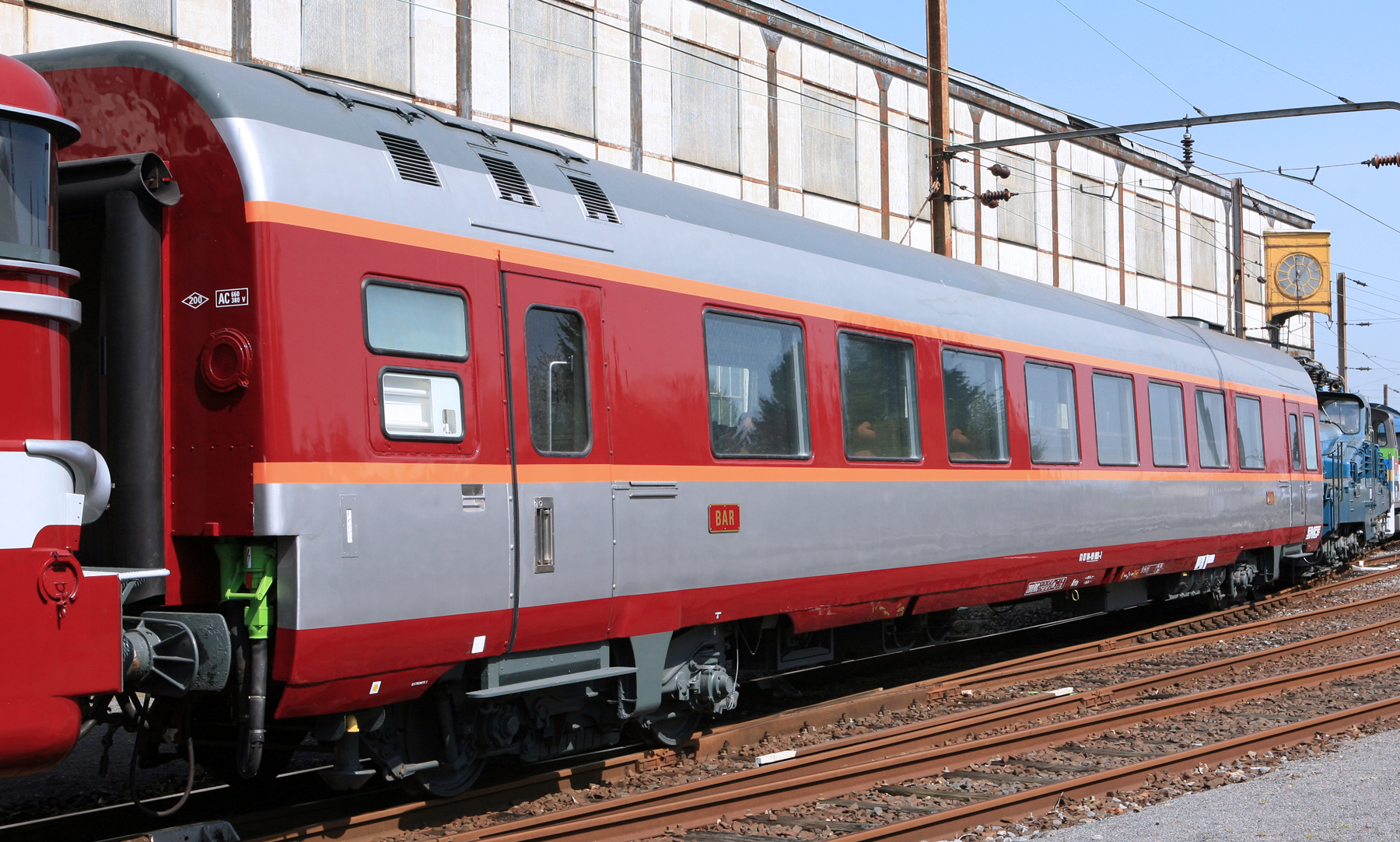
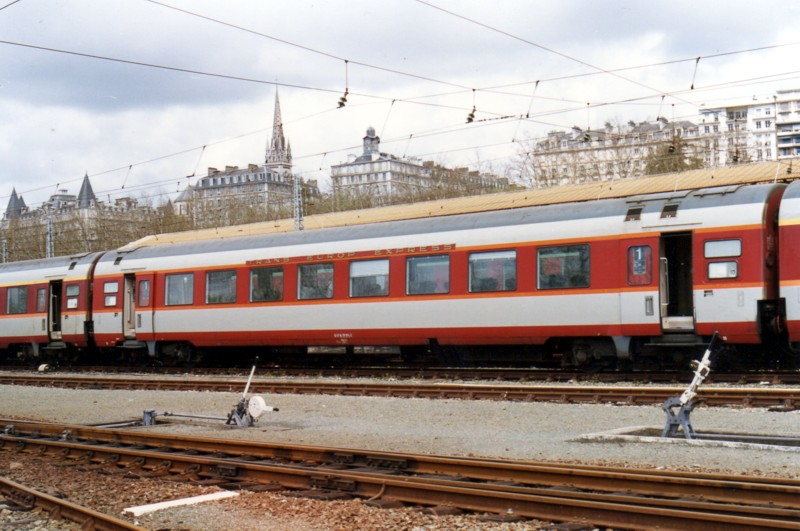